# زوونتسه
زوونتسه (به صربی: Zvonce) یک منطقهٔ مسکونی در صربستان است که در Opština Babušnica واقع شده‌است. زوونتسه ۹٫۰۹ کیلومتر مربع مساحت و ۱۹۱ نفر جمعیت دارد و ۶۴۸ متر بالاتر از سطح دریا واقع شده‌است.